# 科馬迪

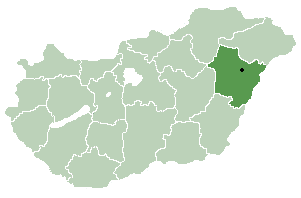

科馬迪是匈牙利的城鎮，位於該國東部，毗鄰與羅馬尼亞接壤的邊境，由豪伊杜-比豪爾州負責管轄，面積144.65平方公里，2011年人口5,269，其中約六成居民信奉基督教。
47°00′N 21°30′E / 47.000°N 21.500°E